# Сирбень
Сирбень, Сирбені (рум. Sârbeni) — село у повіті Телеорман в Румунії. Входить до складу комуни Сирбень.
Село розташоване на відстані 56 км на захід від Бухареста, 56 км на північ від Александрії, 126 км на схід від Крайови, 132 км на південь від Брашова.

## Населення
За даними перепису населення 2002 року у селі проживали 839 осіб, усі — румуни. Рідною мовою 838 осіб (99,9%) назвали румунську.